# Hypoptopomatinae
Sous-famille
Hypoptopomatinae est une sous-famille des poissons-chat (ordre des Siluriformes) de la famille Loricariidae.
Hypoptopomatinae est un assemblage monophylétique au sein de la famille Loricariidae. Il est composé de 17 genres et environ 80 espèces. Cette sous-famille représente environ un dixième de tous les loricariidés.
Il est divisé en deux tribus, Hypoptopomatini et Otothyrini. Toutefois, dans une analyse de 2005, Otothyrini a été trouvé ne pas être monophylétique, avec ses représentants paraphylétiques composé d'un groupe par rapport à la tribu Hypoptopomatini. Le genre le plus récent, Gymnotocinclus, n'a pas été classés dans l'une des tribus.
Hypoptopomatinae est répartie dans l'ensemble de l'Amérique du Sud, du Venezuela et au nord de l'Argentine. La plupart des espèces se trouvent généralement dans ou près de la surface de l'eau, généralement en étroite association avec la végétation en bordure de rivière.

## Liste des genres
Selon World Register of Marine Species (28 octobre 2017) :
- genre Acestridium Haseman, 1911
- genre Corumbataia Britski, 1997
- genre Epactionotus Reis & Schaefer, 1998
- genre Eurycheilichthys Reis & Schaefer, 1993
- genre Gymnotocinclus Carvalho, Lehmann A. & Reis, 2008
- genre Hisonotus Eigenmann & Eigenmann, 1889
- genre Hypoptopoma Günther, 1868
- genre Lampiella Isbrücker, 2001
- genre Macrotocinclus Isbrücker & Seidel, 2001
- genre Microlepidogaster Eigenmann & Eigenmann, 1889
- genre Nannoptopoma Schaefer, 1996
- genre Niobichthys Schaefer & Provenzano, 1998
- genre Otocinclus Cope, 1871
- genre Otothyris Myers, 1927
- genre Otothyropsis Ribeiro, Carvalho & Melo, 2005
- genre Oxyropsis Eigenmann & Eigenmann, 1889
- genre Parotocinclus Eigenmann & Eigenmann, 1889
- genre Plesioptopoma Reis, Pereira & Lehmann A., 2012
- genre Pseudotothyris Britski & Garavello, 1984
- genre Rhinolekos Martins & Langeani, 2011
- genre Schizolecis Britski & Garavello, 1984